# 白島駅
白島駅（はくしまえき）は、広島県広島市中区白島北町にある広島高速交通広島新交通1号線（アストラムライン）の駅。隣の新白島駅付近で高架から地下に潜り、路線が地下となる。

## 歴史
- 1994年（平成6年）8月20日：開業[2][3]。
- 1999年（平成11年）3月20日：ダイヤ改正で急行列車が新設されたが、当駅は通過駅となる[2]。
- 2001年（平成13年）：業務委託駅となる[4]。
- 2004年（平成16年）3月20日：ダイヤ改正で急行列車が廃止され、5年ぶりに全ての列車が停車するようになる[2]。
- 2009年（平成21年）8月8日：PASPY導入[2]。
- 2015年（平成27年）：構内放送とホームの発車標を新白島駅と同等の物に更新。

## 駅構造
島式ホーム1面2線を有する高架駅。ホームから1フロアー降りたところに券売機・改札がある。ステーションカラーは■黄緑色。

### のりば
| のりば | 路線              | 方向 | 行先           |
| ------ | ----------------- | ---- | -------------- |
| 1      | ■アストラムライン | 下り | 広域公園前方面 |
| 2      | ■アストラムライン | 上り | 本通方面       |

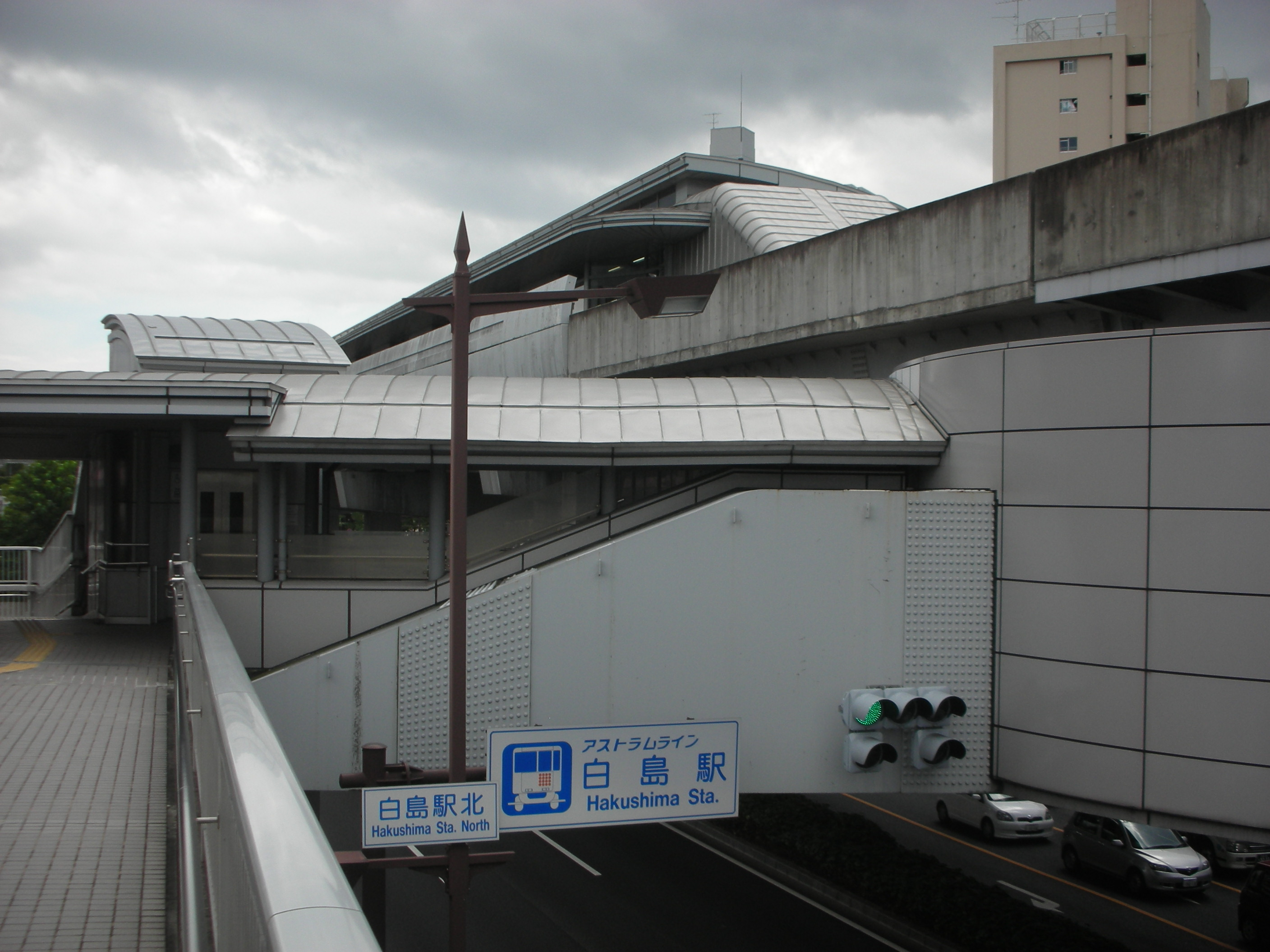
出入口とホーム
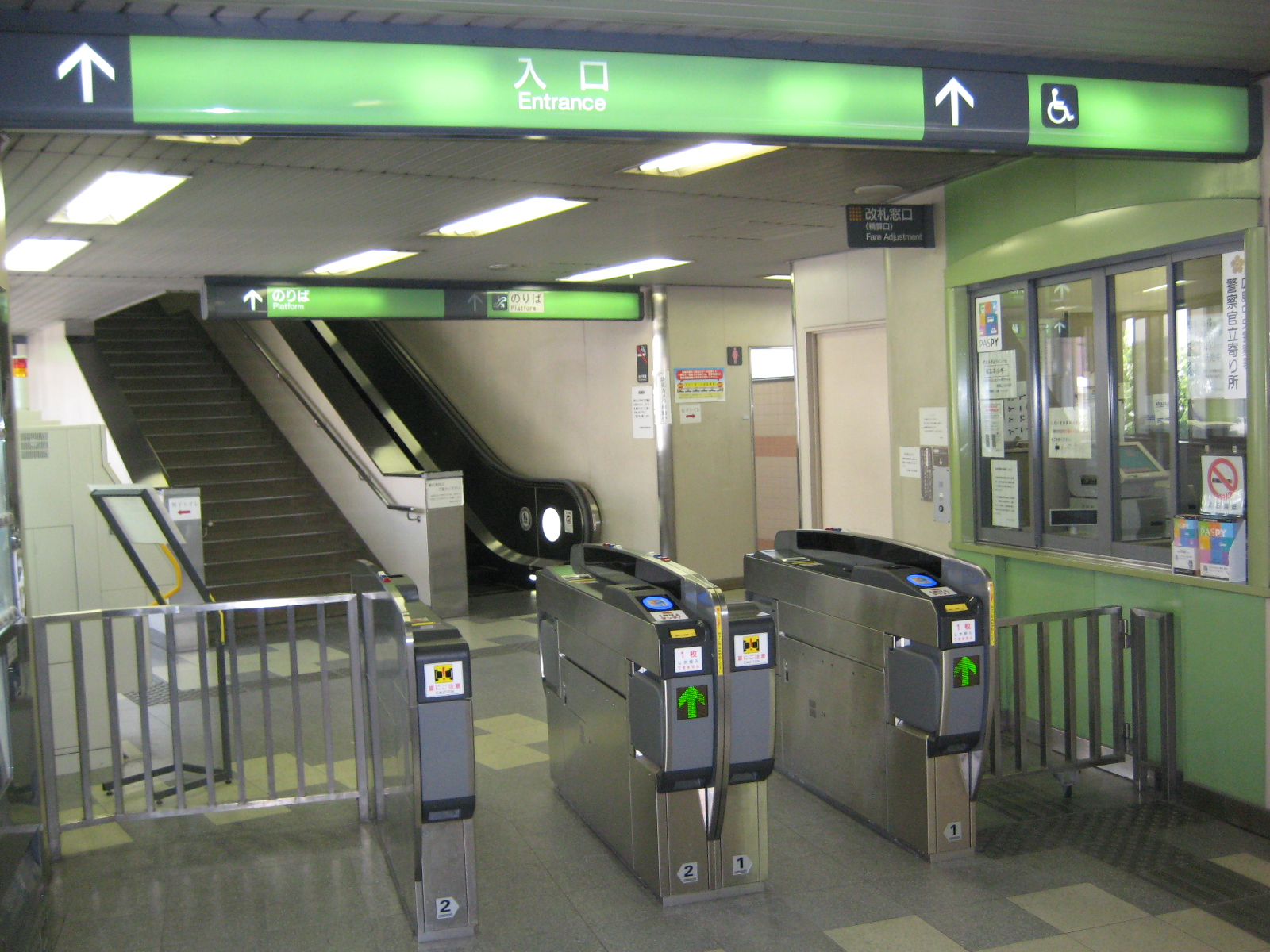
改札口（2009年8月）
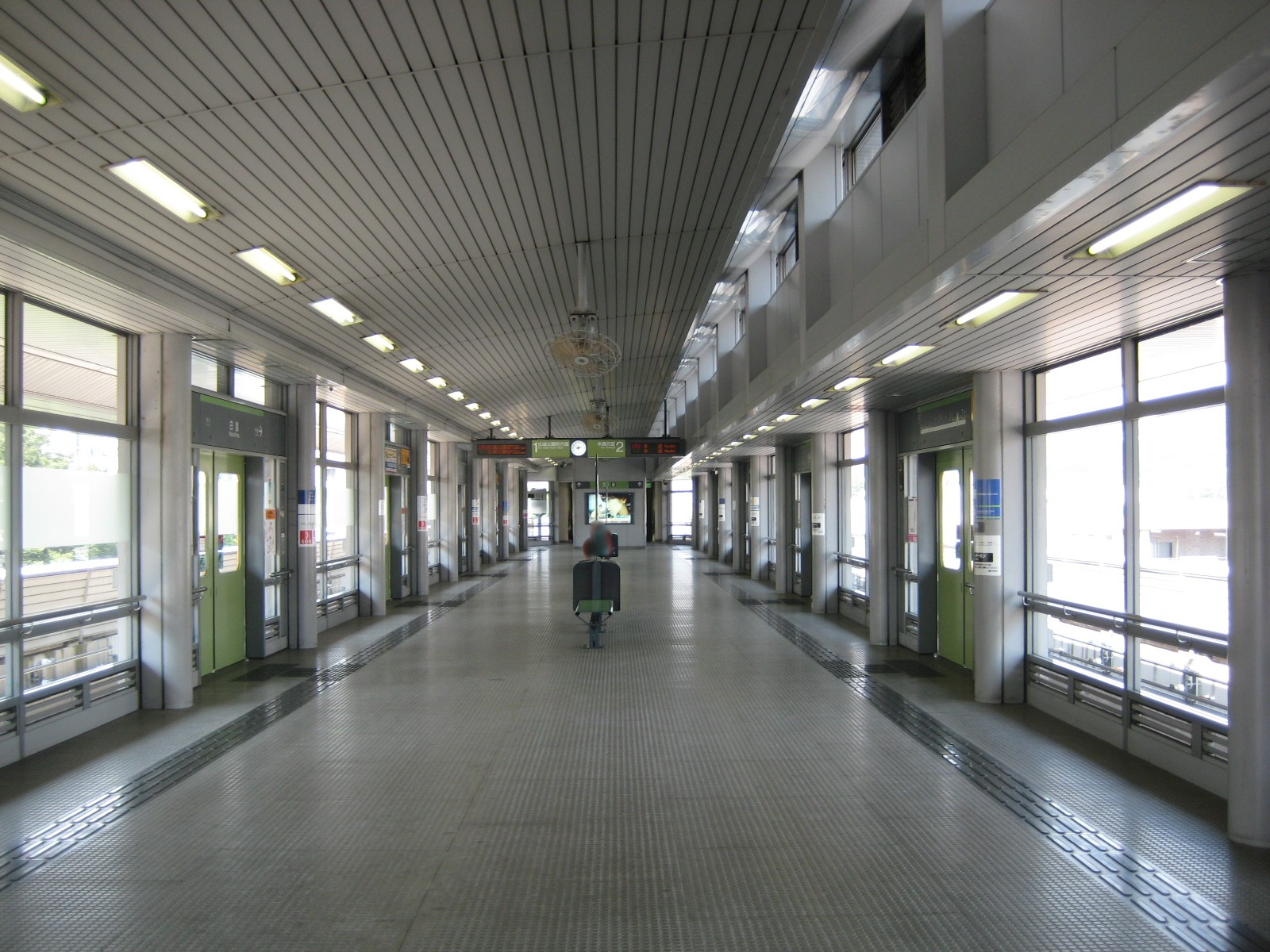
ホーム（2009年8月）

## 利用状況
以下の情報は、広島市統計書に基づいたデータである。アストラムラインでは「1年毎乗車総数」と「1年毎降車総数」の情報を公開している。1日平均乗車人員データは、年度毎の乗車総数を365（閏年は366）で割った値を小数点2位を丸めて小数点1位の値にした物である。アストラムラインのデータは1,000で丸めて提供されているので、1年毎ではプラスマイナス500の誤差があり、1日当たりでは1.4人程度の誤差が発生する。
| 年度               | 1日平均 乗車人員 | 1年毎 乗車総数 | 1年毎 降車総数 |
| ------------------ | ---------------- | -------------- | -------------- |
| 1995年（平成07年） | 1,663.9          | 609,000        | 559,000        |
| 1996年（平成08年） | 1,737.0          | 634,000        | 591,000        |
| 1997年（平成09年） | 1,811.0          | 661,000        | 626,000        |
| 1998年（平成10年） | 1,868.5          | 682,000        | 654,000        |
| 1999年（平成11年） | 1,781.4          | 652,000        | 630,000        |
| 2000年（平成12年） | 1,767.1          | 645,000        | 625,000        |
| 2001年（平成13年） | 1,830.1          | 668,000        | 659,000        |
| 2002年（平成14年） | 1,780.8          | 650,000        | 639,000        |
| 2003年（平成15年） | 1,857.9          | 680,000        | 670,000        |
| 2004年（平成16年） | 1,734.2          | 633,000        | 617,000        |
| 2005年（平成17年） | 1,789.0          | 653,000        | 640,000        |
| 2006年（平成18年） | 1,769.9          | 646,000        | 632,000        |
| 2007年（平成19年） | 1,715.8          | 628,000        | 619,000        |
| 2008年（平成20年） | 1,742.5          | 636,000        | 624,000        |
| 2009年（平成21年） | 1,731.5          | 632,000        | 621,000        |
| 2010年（平成22年） | 1,706.8          | 623,000        | 614,000        |
| 2011年（平成23年） | 1,603.8          | 587,000        | 579,000        |
| 2012年（平成24年） | 1,726.0          | 630,000        | 623,000        |
| 2013年（平成25年） | 1,742.5          | 636,000        | 624,000        |
| 2014年（平成26年） | 1,739.7          | 635,000        | 626,000        |
| 2015年（平成27年） | 1,620.2          | 593,000        | 590,000        |
| 2016年（平成28年） | 1,495.9          | 546,000        | 545,000        |
| 2017年（平成29年） | 1,539.7          | 562,000        | 566,000        |
| 2018年（平成30年） | 1,460.3          | 533,000        | 543,000        |
| 2019年（令和元年） | 1,454.6          | 532,000        | 540,000        |
| 2020年（令和02年） | 1,074.0          | 392,000        | 406,000        |
| 2021年（令和03年） | 1,246.6          | 455,000        | 465,000        |
| 2022年（令和04年） | 1,411.0          | 515,000        | 518,000        |

## 駅周辺

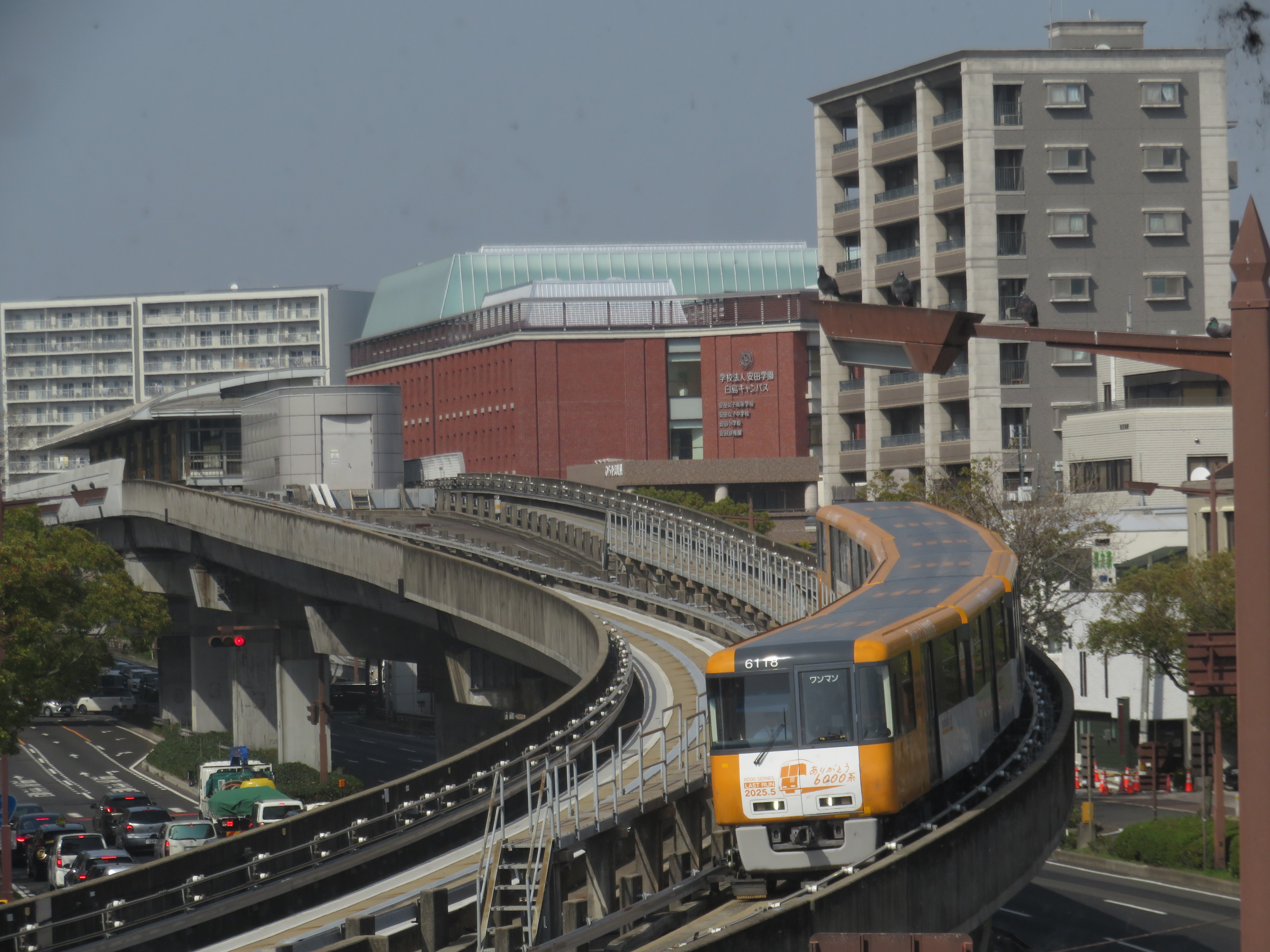
画面中央は白島駅北東にある安田学園白島キャンパス（2025年3月）

駅周辺には、UR都市機構白島北町市街地住宅や長寿園マンションがある。また県営長寿園高層北アパートも最寄り駅になる。広島電鉄白島線の終点となる白島電停は、当駅から1kmほど離れている。
- 安田小学校
- 安田女子中学校・高等学校
- 崇徳中学校・高等学校
- 上野学園ホール
- 広島ホームテレビ
- 国道54号

## バス路線
祇園新道沿いに安田学園白島キャンパス バス停（旧 白島北町 バス停）があり、広島交通・中国JRバス・広島バス が停車する。
安田学園白島キャンパス バス停（北行き 不動院方面）
- 30 （広島交通 深川線 / 中国JRバス 雲芸南線） 高陽方面

安田学園白島キャンパス バス停（南行き 広島バスセンター方面）
- 30 （広島交通・中国JRバス） 広島バスセンター方面
- 22-1（横川線 急行便）（広島バス）紙屋町方面 平日朝の1便のみ

## 隣の駅
広島高速交通
■広島新交通1号線（アストラムライン）
新白島駅 - 白島駅 - 牛田駅

## その他
- 駅スタンプには工兵橋と桜土手が描かれている。